# فورت واين ماد أنتس
فورت واين ماد أنتس (بالإنجليزية: Fort Wayne Mad Ants)‏ هو فريق كرة سلة أمريكي للمحترفين تأسس في سنة 2007. يلعب في دوري الرابطة الوطنية لفئة التطوير. من لاعبيه تايلر هانسبروج وترافيس ليزلي.